# National Board of Review Award/Bester fremdsprachiger Film

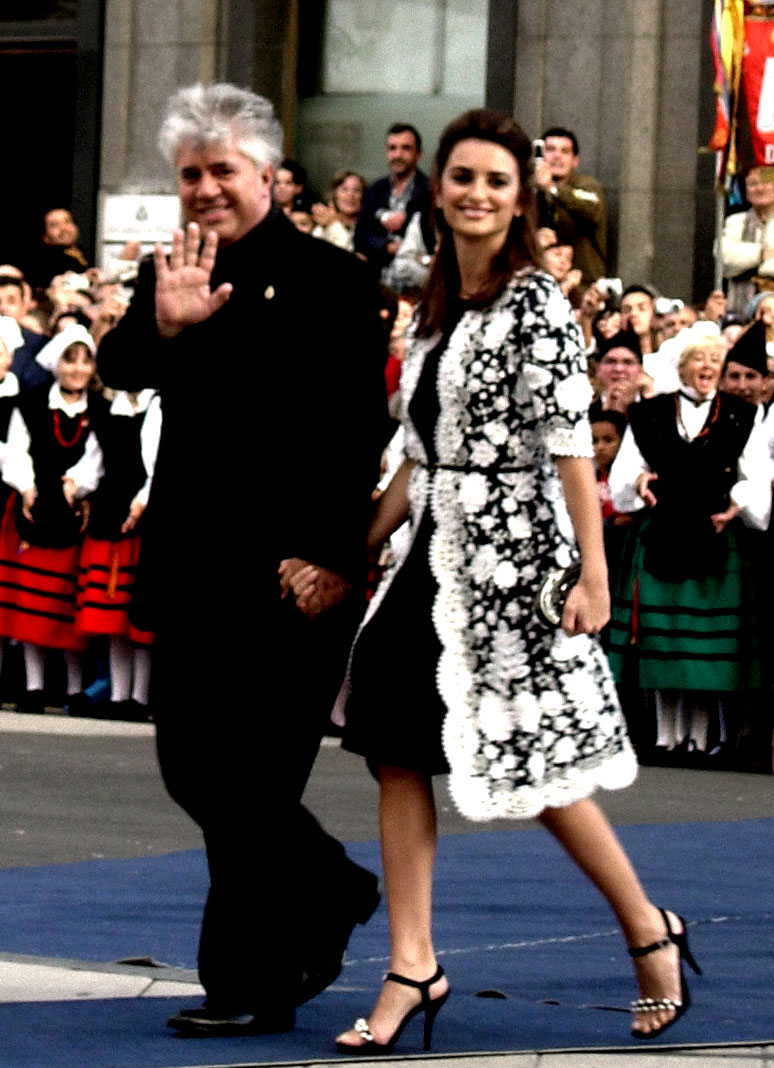
Bisher viermal erfolgreich: der spanische Filmemacher Pedro Almodóvar (hier mit Volver-Darstellerin Penélope Cruz)

Gewinner des Preises des National Board of Review in der Kategorie Bester fremdsprachiger Film (Best Foreign Language Film), die bis 1961 Bester ausländischer Film (Best Foreign Film) hieß. 
Am häufigsten mit dem Preis ausgezeichnet wurden die Werke französischer Filmregisseure (23 Siege), gefolgt von ihren Kollegen aus Italien, Schweden und Spanien (je 6 Siege). Am erfolgreichsten in dieser Kategorie war der schwedische Filmregisseur Ingmar Bergman, dessen Werke es zwischen 1959 und 1983 auf fünf Auszeichnungen brachten, gefolgt vom Spanier Pedro Almodóvar (4 Siege) und dem Iraner Asghar Farhadi (4 Siege), sowie dem Italiener Federico Fellini (3 Siege). Regisseure aus dem deutschsprachigen Kino waren erstmals 1937 erfolgreich, als Die ewige Maske von Werner Hochbaum prämiert wurde. Ihm folgten 1950 Curt Oertel (The Titan: Story of Michelangelo), 1961 Bernhard Wicki (Die Brücke) und 1980 der spätere Oscar-Preisträger Volker Schlöndorff (Die Blechtrommel), während der Österreicher Michael Haneke 2012 für die französischsprachige Produktion Liebe ausgezeichnet wurde. 
18 Mal gelang es dem National Board of Review vorab den Oscar-Gewinner zu präsentieren, zuletzt 2019 geschehen, mit der Preisvergabe an Parasite von Bong Joon-ho. Dreimal konnten sich mit The Titan: Story of Michelangelo (1950), Die schweigende Welt (1956) und Welt ohne Sonne (1964) später Oscar-prämierte Dokumentarfilme durchsetzen.
Die Jahreszahlen der Tabelle nennen die bewerteten Filmjahre, die Preisverleihungen fanden jeweils im Folgejahr statt. 
| Jahr       | Preisträger                                        | Deutscher Titel                                                | Regie                                         |
| ---------- | -------------------------------------------------- | -------------------------------------------------------------- | --------------------------------------------- |
| 1934       | Man of Aran                                        | Die Männer von Aran                                            | Robert J. Flaherty                            |
| 1935       | Preis nicht vergeben                               | Preis nicht vergeben                                           | Preis nicht vergeben                          |
| 1936       | La kermesse héroïque                               | Die klugen Frauen                                              | Jacques Feyder                                |
| 1937       | Die ewige Maske                                    | Die ewige Maske                                                | Werner Hochbaum                               |
| 1938       | La grande illusion                                 | Die große Illusion                                             | Jean Renoir                                   |
| 1939       | Le Quai des brumes                                 | Hafen im Nebel                                                 | Marcel Carné                                  |
| 1940       | La Femme du boulanger                              | Die Frau des Bäckers                                           | Marcel Pagnol                                 |
| 1941       | Pépé le Moko                                       | Pépé le Moko – Im Dunkel von Algier                            | Julien Duvivier                               |
| 1942– 1949 | Preis nicht vergeben                               | Preis nicht vergeben                                           | Preis nicht vergeben                          |
| 1950       | The Titan: Story of Michelangelo ¹                 | nicht bekannt                                                  | Robert J. Flaherty Richard Lyford Curt Oertel |
| 1951       | 羅生門 (Rashōmon) ²                                | Rashomon – Das Lustwäldchen                                    | Akira Kurosawa                                |
| 1952       | The Sound Barrier                                  | Der unbekannte Feind                                           | David Lean                                    |
| 1953       | A Queen Is Crowned                                 | Eine Königin wird gekrönt                                      | Castleton Knight                              |
| 1954       | Romeo and Juliet                                   | Romeo und Julia                                                | Renato Castellani                             |
| 1955       | The Prisoner                                       | Der Gefangene                                                  | Peter Glenville                               |
| 1956       | Le Monde du silence ¹                              | Die schweigende Welt                                           | Jacques-Yves Cousteau Louis Malle             |
| 1957       | Ordet                                              | Das Wort                                                       | Carl Theodor Dreyer                           |
| 1958       | পথের পাঁচালী (Pather Panchali)                          | Apus Weg ins Leben – 1. Auf der Straße                         | Satyajit Ray                                  |
| 1959       | Smultronstället                                    | Wilde Erdbeeren                                                | Ingmar Bergman                                |
| 1960       | অপুর সংসার (Apur Sansar)                              | Apus Weg ins Leben – 3. Apus Welt                              | Satyajit Ray                                  |
| 1961       | Die Brücke                                         | Die Brücke                                                     | Bernhard Wicki                                |
| 1962       | Les Dimanches de Ville d'Avray ²                   | Sonntage mit Sybill                                            | Serge Bourguignon                             |
| 1963       | 8½ ²                                               | Achteinhalb                                                    | Federico Fellini                              |
| 1964       | Le Monde sans soleil ¹                             | Welt ohne Sonne                                                | Jacques-Yves Cousteau                         |
| 1965       | Preis nicht vergeben                               | Preis nicht vergeben                                           | Preis nicht vergeben                          |
| 1966       | Giulietta degli spiriti                            | Julia und die Geister                                          | Federico Fellini                              |
| 1967       | Compartiment tueurs                                | Mord im Fahrpreis inbegriffen                                  | Constantin Costa-Gavras                       |
| 1968       | Elvira Madigan                                     | Das Ende einer großen Liebe                                    | Bo Widerberg                                  |
| 1969       | Война и мир (Woina i mir) ²                        | Krieg und Frieden                                              | Sergei Bondartschuk                           |
| 1970       | Skammen                                            | Schande                                                        | Ingmar Bergman                                |
| 1971       | L'Enfant sauvage                                   | Der Wolfsjunge                                                 | François Truffaut                             |
| 1972       | Le genou de Claire                                 | Claires Knie                                                   | Éric Rohmer                                   |
| 1972       | Le Chagrin et la pitié                             | Das Haus nebenan – Chronik einer französischen Stadt im Kriege | Marcel Ophüls                                 |
| 1973       | Viskningar och rop                                 | Schreie und Flüstern                                           | Ingmar Bergman                                |
| 1974       | Amarcord ²                                         | Amarcord                                                       | Federico Fellini                              |
| 1975       | L’Histoire d’Adèle H.                              | Die Geschichte der Adèle H.                                    | François Truffaut                             |
| 1976       | Die Marquise von O.                                | Die Marquise von O.                                            | Éric Rohmer                                   |
| 1977       | Cet obscur objet du désir                          | Dieses obskure Objekt der Begierde                             | Luis Buñuel                                   |
| 1978       | Höstsonaten                                        | Herbstsonate                                                   | Ingmar Bergman                                |
| 1979       | La Cage aux folles                                 | Ein Käfig voller Narren                                        | Édouard Molinaro                              |
| 1980       | Die Blechtrommel ²                                 | Die Blechtrommel                                               | Volker Schlöndorff                            |
| 1981       | Несколько дней из жизни И. И. Обломова (Oblomow)   | Tage aus dem Leben Ilja Oblomows                               | Nikita Michalkow                              |
| 1982       | Mephisto ²                                         | Mephisto                                                       | István Szabó                                  |
| 1983       | Fanny och Alexander ²                              | Fanny und Alexander                                            | Ingmar Bergman                                |
| 1984       | Un dimanche à la campagne                          | Ein Sonntag auf dem Lande                                      | Bertrand Tavernier                            |
| 1985       | 乱 (Ran)                                           | Ran                                                            | Akira Kurosawa                                |
| 1986       | Otello                                             | Otello                                                         | Franco Zeffirelli                             |
| 1987       | Jean de Florette Manon des sources                 | Jean Florette Manons Rache                                     | Claude Berri                                  |
| 1988       | Mujeres al borde de un ataque de nervios           | Frauen am Rande des Nervenzusammenbruchs                       | Pedro Almodóvar                               |
| 1989       | Une affaire de femmes                              | Eine Frauensache                                               | Claude Chabrol                                |
| 1990       | Cyrano de Bergerac                                 | Cyrano von Bergerac                                            | Jean-Paul Rappeneau                           |
| 1991       | Hitlerjunge Salomon                                | Hitlerjunge Salomon                                            | Agnieszka Holland                             |
| 1992       | Indochine ²                                        | Indochine                                                      | Régis Wargnier                                |
| 1993       | 霸王别姬 (Bawang bieji)                            | Lebewohl, meine Konkubine                                      | Chen Kaige                                    |
| 1994       | 飲食男女 (Yǐn shí nán nǚ)                          | Eat Drink Man Woman                                            | Ang Lee                                       |
| 1995       | 搖啊搖，搖到外婆橋 (Yáo ā yáo, yáo dào wàipó qiáo) | Shanghai Serenade                                              | Zhang Yimou                                   |
| 1996       | Ridicule                                           | Ridicule – Von der Lächerlichkeit des Scheins                  | Patrice Leconte                               |
| 1997       | ダンス? (Shall We dansu?)                          | Shall we dance?                                                | Masayuki Suo                                  |
| 1998       | Central do Brasil                                  | Central Station                                                | Walter Salles                                 |
| 1999       | Todo sobre mi madre ²                              | Alles über meine Mutter                                        | Pedro Almodóvar                               |
| 2000       | 臥虎藏龍 (Wòhǔ Cánglóng) ²                         | Tiger & Dragon                                                 | Ang Lee                                       |
| 2001       | Amores perros                                      | Amores Perros                                                  | Alejandro González Iñárritu                   |
| 2002       | Hable con ella                                     | Sprich mit ihr                                                 | Pedro Almodóvar                               |
| 2003       | Les invasions barbares ²                           | Die Invasion der Barbaren                                      | Denys Arcand                                  |
| 2004       | Mar adentro ²                                      | Das Meer in mir                                                | Alejandro Amenábar                            |
| 2005       | al-Dschanna al-’ān (الجنة الآن)                    | Paradise Now                                                   | Hany Abu-Assad                                |
| 2006       | Volver                                             | Volver – Zurückkehren                                          | Pedro Almodóvar                               |
| 2007       | Le Scaphandre et le papillon                       | Schmetterling und Taucherglocke                                | Julian Schnabel                               |
| 2008       | Монгол (Mongol)                                    | Der Mongole                                                    | Sergei Bodrow                                 |
| 2009       | Un prophète                                        | Ein Prophet                                                    | Jacques Audiard                               |
| 2010       | Des hommes et des dieux                            | Von Menschen und Göttern                                       | Xavier Beauvois                               |
| 2011       | جدایی نادر از سیمین (Jodaeiye Nader az Simin) ²    | Nader und Simin – Eine Trennung                                | Asghar Farhadi                                |
| 2012       | Amour ²                                            | Liebe                                                          | Michael Haneke                                |
| 2013       | Le Passé                                           | Le Passé – Das Vergangene                                      | Asghar Farhadi                                |
| 2014       | Relatos salvajes                                   | Wild Tales – Jeder dreht mal durch!                            | Damián Szifron                                |
| 2015       | Saul fia ²                                         | Son of Saul                                                    | László Nemes                                  |
| 2016       | فروشنده (Forushande) ²                             | The Salesman                                                   | Asghar Farhadi                                |
| 2017       | Foxtrot                                            | Foxtrot – Der Tanz des Schicksals                              | Samuel Maoz                                   |
| 2018       | Zimna wojna                                        | Cold War – Der Breitengrad der Liebe                           | Paweł Pawlikowski                             |
| 2019       | 기생충 (Gisaengchung)                              | Parasite                                                       | Bong Joon-ho                                  |
| 2020       | La Llorona                                         | nicht bekannt                                                  | Jayro Bustamante                              |
| 2021       | قهرمان (Ghahreman)                                 | A Hero                                                         | Asghar Farhadi                                |
| 2022       | Close                                              | Close                                                          | Lukas Dhont                                   |
| 2023       | Anatomy of a Fall                                  | Anatomie eines Falls                                           | Justine Triet                                 |
| 2024       | دانه‌ی انجیر معابد (Dāne-ye anjīr-e ma'ābed)        | Die Saat des heiligen Feigenbaums                              | Mohammad Rasulof                              |

¹ = Filmproduktionen, die später den Oscar als Bester Dokumentarfilm des Jahres gewannen.

² = Filmproduktionen, die später den Oscar als Bester fremdsprachiger Film des Jahres gewannen.